# Marumba schirasi
Marumba schirasi är en fjärilsart som beskrevs av Bang-haas 1938. Marumba schirasi ingår i släktet Marumba och familjen svärmare. Inga underarter finns listade i Catalogue of Life.